# Tong (Shropshire)
Pour les articles homonymes, voir Tong (homonymie).
Tong est une paroisse civile et un village du Shropshire, en Angleterre.